# Karebore Kaval, Hassan
Karebore Kaval là một làng thuộc tehsil Hassan, huyện Hassan, bang Karnataka, Ấn Độ.